# موليسون
موليسون (بالإنجليزية: Moléson)‏ هو أحد جبال سلسلة جبال الألب البرنية ويقع في كانتون فريبورغ في سويسرا. يحتل المرتبة رقم 384 في قائمة جبال سويسرا من حيث الارتفاع، إذ يبلغ ارتفاعه حوالي 2002 متر، بينما يبلغ ارتفاع نتوء الجبل 512 متر.

## المناخ
يظهر الجدول التالي التغييرات المناخية على مدار السنة لموليسون:
| البيانات المناخية لـموليسون        | البيانات المناخية لـموليسون | البيانات المناخية لـموليسون | البيانات المناخية لـموليسون | البيانات المناخية لـموليسون | البيانات المناخية لـموليسون | البيانات المناخية لـموليسون | البيانات المناخية لـموليسون | البيانات المناخية لـموليسون | البيانات المناخية لـموليسون | البيانات المناخية لـموليسون | البيانات المناخية لـموليسون | البيانات المناخية لـموليسون | البيانات المناخية لـموليسون |
| الشهر                              | يناير                       | فبراير                      | مارس                        | أبريل                       | مايو                        | يونيو                       | يوليو                       | أغسطس                       | سبتمبر                      | أكتوبر                      | نوفمبر                      | ديسمبر                      | المعدل السنوي               |
| ---------------------------------- | --------------------------- | --------------------------- | --------------------------- | --------------------------- | --------------------------- | --------------------------- | --------------------------- | --------------------------- | --------------------------- | --------------------------- | --------------------------- | --------------------------- | --------------------------- |
| متوسط درجة الحرارة الكبرى °م (°ف)  | 0.1 (32.2)                  | −0.4 (31.3)                 | 0.9 (33.6)                  | 3.3 (37.9)                  | 8.1 (46.6)                  | 11.5 (52.7)                 | 14.3 (57.7)                 | 14.1 (57.4)                 | 10.8 (51.4)                 | 8.2 (46.8)                  | 3.2 (37.8)                  | 1.1 (34.0)                  | 6.3 (43.3)                  |
| المتوسط اليومي °م (°ف)             | −2.9 (26.8)                 | −3.4 (25.9)                 | −2.0 (28.4)                 | 0.3 (32.5)                  | 4.7 (40.5)                  | 7.9 (46.2)                  | 10.5 (50.9)                 | 10.4 (50.7)                 | 7.5 (45.5)                  | 4.9 (40.8)                  | 0.1 (32.2)                  | −2.0 (28.4)                 | 3.0 (37.4)                  |
| متوسط درجة الحرارة الصغرى °م (°ف)  | −5.7 (21.7)                 | −6.2 (20.8)                 | −4.8 (23.4)                 | −2.4 (27.7)                 | 2.0 (35.6)                  | 5.0 (41.0)                  | 7.4 (45.3)                  | 7.5 (45.5)                  | 4.8 (40.6)                  | 2.2 (36.0)                  | −2.6 (27.3)                 | −4.9 (23.2)                 | 0.2 (32.4)                  |
| الهطول مم (إنش)                    | 39 (1.5)                    | 44 (1.7)                    | 57 (2.2)                    | 67 (2.6)                    | 105 (4.1)                   | 103 (4.1)                   | 112 (4.4)                   | 124 (4.9)                   | 95 (3.7)                    | 74 (2.9)                    | 55 (2.2)                    | 53 (2.1)                    | 929 (36.6)                  |
| متوسط أيام هطول الأمطار (≥ 1.0 mm) | 8.1                         | 7.6                         | 10.5                        | 10.3                        | 13.4                        | 12.6                        | 11.0                        | 11.6                        | 10.1                        | 9.8                         | 8.5                         | 9.2                         | 122.7                       |
| متوسط الرطوبة النسبية (%)          | 65                          | 68                          | 75                          | 80                          | 82                          | 83                          | 81                          | 80                          | 80                          | 72                          | 69                          | 66                          | 75                          |
| ساعات سطوع الشمس الشهرية           | 129                         | 134                         | 146                         | 151                         | 153                         | 166                         | 194                         | 187                         | 164                         | 158                         | 124                         | 112                         | 1٬819                       |
| المصدر: MeteoSwiss                 |                             |                             |                             |                             |                             |                             |                             |                             |                             |                             |                             |                             |                             |